# سد بوط
سد بوط هو سد سوداني يقع على مجرى النيل الأزرق قريب من مدينة بوط في ولاية النيل الأزرق جنوب شرقى السودان.

## انهياره
انهار يوم الخميس 30 يوليو 2020، ما أسفر عن «تدمير 600 منزل وتعرّض منازل أخرى للفيضان»، حيث حاصرت المياه 600 أسرة أخرى في أحد الأحياء، وتعذر الوصول إليها., وذكرت وسائل إعلام محلية أنّ سد «بوط» كان يخزن 5 ملايين متر مكعب من المياه القادمة من وديان جبال «الإنقسنا». انهار بسبب الامطار الغزيرة التي شهدتها المنطقة حسب السلطات المحلية.

## وصلات خارجية
(فيديو): من قناة سكاينيووز عربي لحظة انهيار سد بوط السوداني.